# Drenovac
Drenovac är en ort i Kroatien.   Den ligger i länet Slavonien, i den östra delen av landet, 150 km öster om huvudstaden Zagreb. Drenovac ligger 121 meter över havet och antalet invånare är 828.
Terrängen runt Drenovac är platt åt sydost, men åt nordväst är den kuperad. Runt Drenovac är det ganska glesbefolkat, med 38 invånare per kvadratkilometer. Närmaste större samhälle är Požega, 14,1 km norr om Drenovac. I omgivningarna runt Drenovac växer i huvudsak lövfällande lövskog.